# Cristoforo Moro

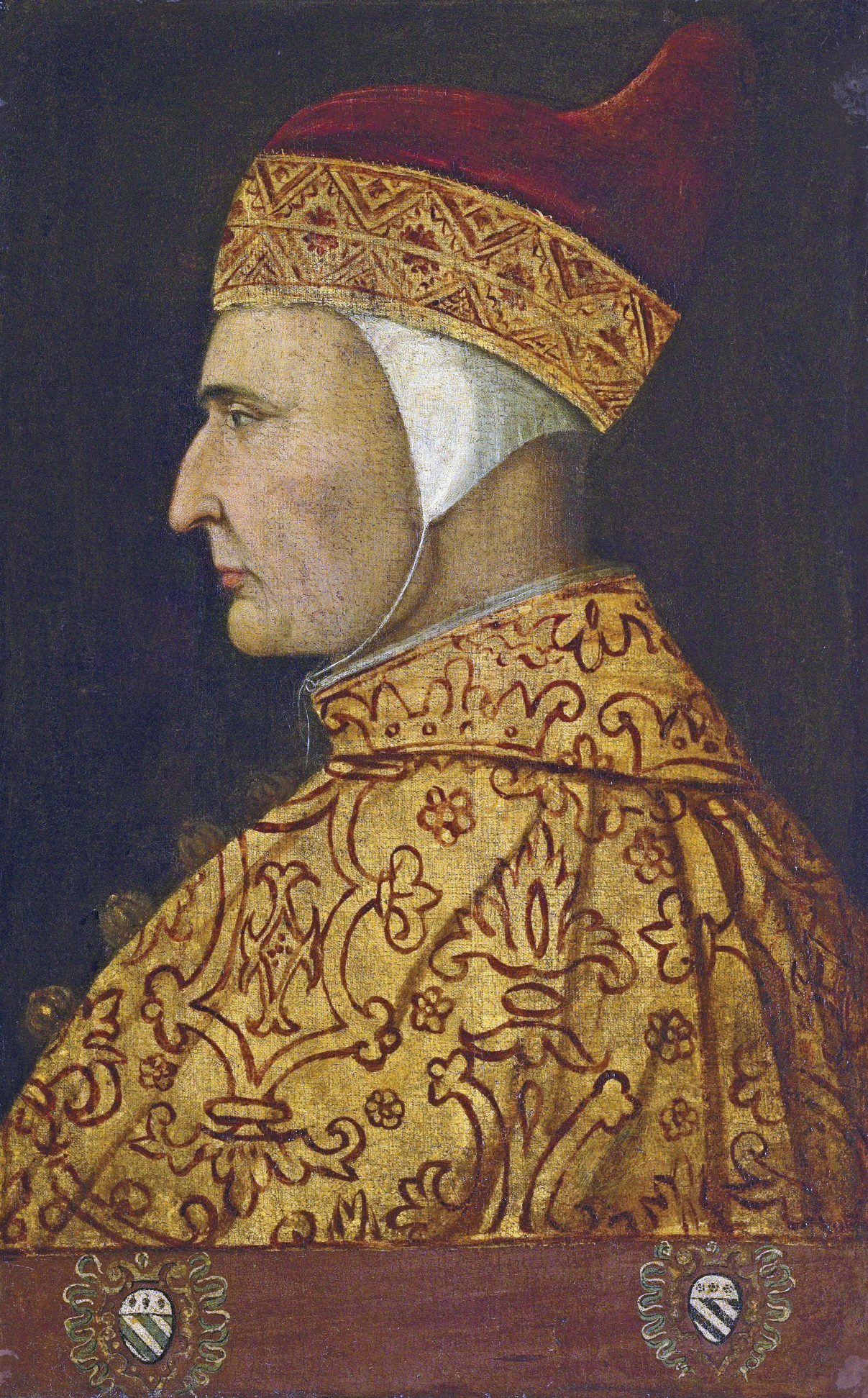
Doge Cristoforo Moro

Wapenschild van Moro

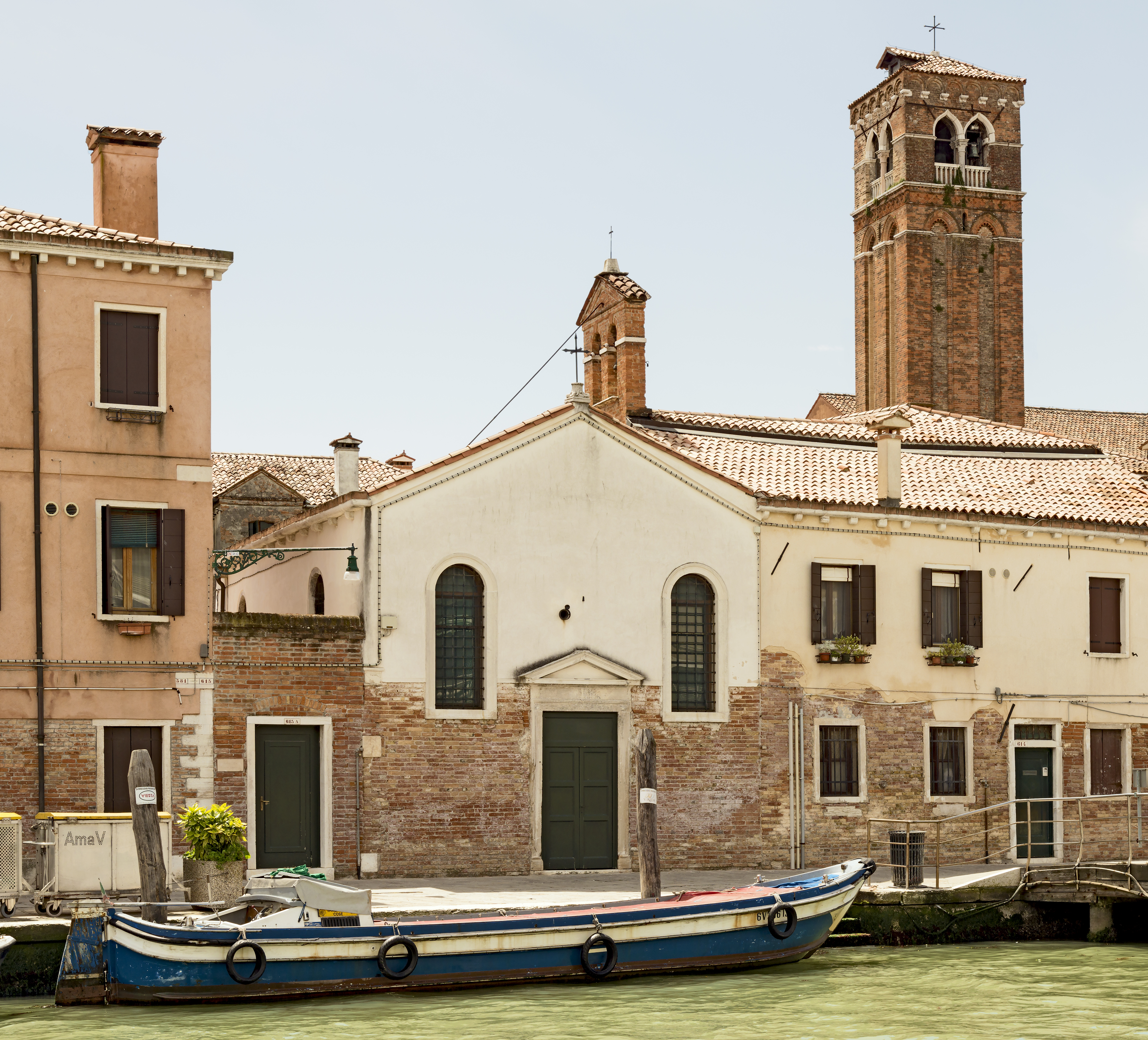
Kerk van San Giobbe, gebouwd door Moro in Venetië. Hij werd er ook begraven.

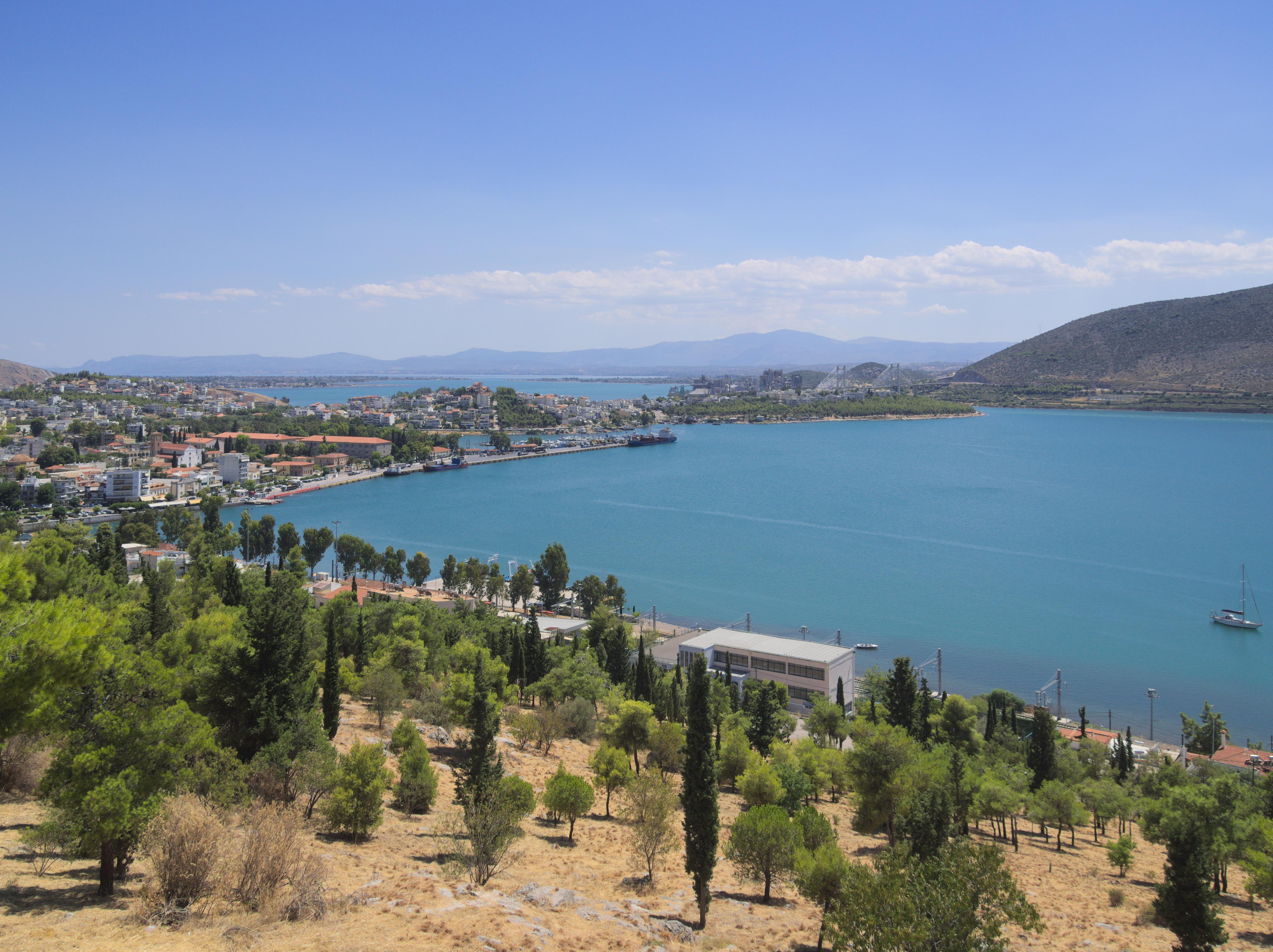
Het verlies van Chalkis (of Negroponte) in Griekenland was een zware klap voor Venetië.

Cristoforo Moro (Venetië circa 1395 – Venetië, 9 november 1471) was de 67e doge van Venetië. Hij regeerde van 1462 tot zijn dood in 1471. Hij startte de Tweede Ottomaans-Venetiaanse Oorlog (1463-1479) en was niet populair.

## Levensloop

### Jonge jaren
Moro studeerde Artes of vrije kunsten aan de universiteit van Padua. Nadien begon hij aan een lange militaire en ambtelijke carrière in dienst van de Republiek Venetië. In 1412 huwde hij met Cristina Sanudo di Leonardo di Marino San Polo. Hun zoontje en enig kind, Nicolo, stierf in de kinderjaren.

### Gouverneur en ambassadeur
Hij werd gouverneur van Belluno (1432), Brescia (1436) en commandant van Padua, de stad uit zijn studententijd (1442). In deze periode was hij eveneens ambassadeur van Venetië bij de paus en in Firenze (vanaf 1439).

### Procurator van San Marco
Moro klom in de hiërarchie van het bestuur van Venetië (vanaf 1443), waar hij nog meer opviel eenmaal benoemd tot procurator van San Marco (1448). Onder toedoen van Bernardinus van Siena, later heilig verklaard, lieten hij en zijn vrouw een kerk in Venetië bouwen, de San Giobbe. Bernardinus verbleef een tijdje in de ziekenzaal naast de San Giobbe. In de jaren 1450 hield Moro zich bezig met urbanisatieplannen voor Venetië. 
In 1453 vernam hij, zoals heel Venetië en Europa, dat Constantinopel in handen was gevallen van Mehmet II van het Ottomaanse Rijk. Dit was een factor die zware impact had op de Venetiaanse handel met het Oosten. 
In 1460 kwam het tot een clash tussen paus Pius II en Venetië. De inzet was de benoeming van een bisschop in Padua. Moro nam een onduidelijke positie in, zodat noch de Venetianen noch de paus zijn interventies begrepen. Paus Pius II zou er een jarenlange achterdocht van over houden tegenover Moro.

### Doge
In 1462 werd Moro verkozen tot doge van Venetië. Paus Pius II drong onmiddellijk aan op een kruistocht tegen Mehmet II en de Ottomanen. Moro pleitte in de senaat van Venetië voor de kruistocht. Bisschop Basilios Bessarion reisde naar Venetië om er ook voor een kruistocht te pleiten. Groot was de verbazing van doge Moro toen de senaat hem aanstelde tot bevelhebber van de vloot (1463). Moro moest dus uitvaren en Venetië verlaten.
Tijdens zijn bestuur werd de naam van Venetië officieel gewijzigd. Tevoren heette zij Communis Venetiarum (wat republikeins klinkt); het werd voortaan Signoria (wat aristocratisch klinkt). De naamsverandering volgde de realiteit die al tientallen jaren bestond: Venetië werd aristocratisch geregeerd en had niets meer van een democratie. Dit viel niet in goede aarde bij het volk. 
De pauselijke coalitie tegen de Ottomanen leverde eigenlijk geen bondgenoten op voor Venetië. Venetië stond zo goed als alleen en het volk morde opnieuw. Mogelijks ontstond de interesse van Moro voor kruisvaarten tijdens zijn studententijd in Padua. De toenmalige rector was Carlo Podocatoro, iemand uit Cyprus. De meeste Venetianen liepen alleszins niet warm voor een kruistocht. De paus koesterde nog steeds achterdocht voor doge Moro. Pius II reisde zelf naar de haven van Ancona om de vloot der kruisvaarders te zien. De paus milderde zijn mening over Moro toen hij de Venetiaanse oorlogsschepen in de baai van Ancona zag. Moro wou een bezoek aan de paus brengen, doch deze was stervend (1464). Door de dood van de paus lieten de laatste bondgenoten verstek voor een kruistocht, zoals bijvoorbeeld Hongarije. Het nieuws dat de pauselijke coalitie tegen de Ottomanen niets voorstelde, ging als een lopend vuurtje door Venetië. Venetië ging toch door met de oorlog, omdat de senaat formeel de oorlog had verklaard aan het Ottomaanse Rijk. Ondertussen profiteerden buurlanden van Venetië van de afwezigheid van de doge om grensconflicten uit te vechten. Ook Lodewijk XI van Frankrijk stuurde troepen naar Noord-Italië. 
Aanvankelijk boekte de Venetiaanse vloot onder leiding van Moro enkele kleine successen: zij veroverden het eiland Enos in de Dardanellen en breidden het grondgebied van Achaea in de Peloponnesos uit. Aan het thuisfront riepen de tegenstanders van Moro dat zijn overwinningen slechts te wijten waren aan het feit dat de Ottomanen afgeleid waren door hun veldtocht in de Balkan (wat in de feiten correct was). De nieuw aangestelde paus Paulus II beloofde aflaten aan al diegenen die de Venetianen hielpen in het Oosten. Doch de oproep van de paus had geen effect bij de Europese mogendheden.
In 1468 schonk bisschop Bessarion zijn kunst- en boekencollectie aan de doge. In 1470 leden de Venetianen een zware nederlaag: het eiland Euboea ging volledig in handen van de Ottomanen. De Venetiaanse kolonie Chalkis, ook Negreponte genoemd, op Euboea was een eeuwenoude kruisvaardersstaat en ging mee verloren. De troepen van Mehmet II vonden nergens tegenstand in Euboea. Ze hadden de invasie van Euboea grondig voorbereid in de winter van 1469-1470. Het verlies van Euboea betekende voor de Venetianen het wegvallen van de import van talrijke landbouwproducten. In Venetië en elders in Europa deden wrede verhalen de ronde over een bloedbad in Chalkis. Het militair prestige van Venetië was zwaar geschonden. Doge Moro werd het onderwerp van spot in de stad. 
Hij stierf kort nadien, in 1471. Moro kreeg geen praalgraf, maar werd onder een marmeren tegel begraven van zijn eigen kerk, de San Giobbe. De tweede Ottomaans-Venetiaanse oorlog ging nog jaren verder en zou verder het verlies van Venetiaans Kreta geven. Het volk van Venetië schreef alle ellende toe aan Moro, die deze oorlog gestart had. Zijn opvolger Nicolo Tron liet zijn baard staan, als rouw voor de dood van zijn zoon in Chalkis.